# Монгол Шуудан (компания)
Мо́нгол Шу́удан (с монг. — «Монгольская почта»), или Монгол шуудан компани — компания в Монголии, официальный государственный оператор почтовой связи.

## История
История монгольской почты ведёт своё начало с XIII века. Современная почтовая связь стала развиваться уже в XX столетии. В мае 2003 года парламент государства одобрил почтовый закон Монголии.
С 1963 года Монголия является членом Всемирного почтового союза.

## Услуги
Компания оказывает следующие почтовые и другие услуги:
- доставка писем и посылок,
- подписка на периодические издания,
- розничная продажа книг и газет,
- обслуживание клиентов в почтовых отделениях,
- издание почтовых марок[3][4],
- транспортные услуги в сельской местности.

## Главный (Центральный) офис
Центральный офис компании (главпочтамт) располагается в столице Монголии Улан-Баторе, по адресу (на монгольском языке):

район Сухэ-Батора, 1-й микрорайон, ул. Хас-Батора, собственное здание, 3-й этаж, комната 303 (левый вход главпочтамта), Улан-Батор
Оригинальный текст (монг.)СБД, 1-р хороо, Хасбаатарын гудамж, Өөрийн байр, 3-р давх, 303 тоот (Төв шуудангын зүүн хаалга), Улаанбаатар.

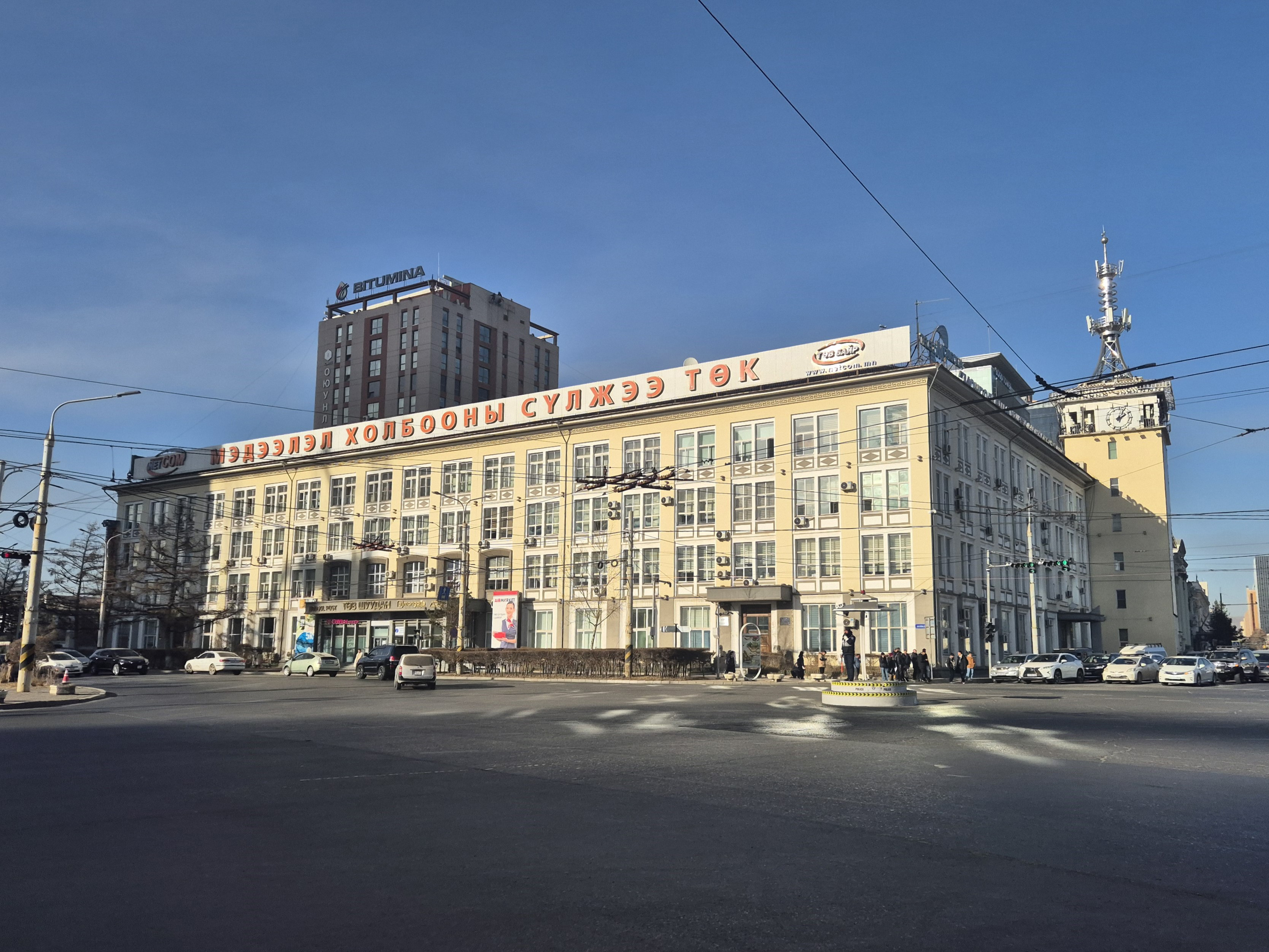
Главпочтамт в Улан-Баторе

В английских вариантах встречаются следующие написания адреса компании:

CPO Box 1106, Ulan Bator 13, Mongolia

и

Mongol Post Company

 MTC building

 Peace Avenue

 Ulaanbaatar, Mongolia

## Почтовые индексы
В государстве действует система пятизначных почтовых индексов.

## Международная почтовая связь
Для международных почтовых отправлений, по состоянию на 2010 год, применяются следующие почтовые тарифы:
- почтовая карточка — 400 тугриков,
- письмо весом до 20 г — 550 тугриков,
- посылка (за 1 кг) — от 14 до 27 долларов США в зависимости от страны назначения.

Экспресс-почта доступна в ограниченное число зарубежных стран. При этом почтовый сбор за 1 кг посылки составляет от $25 до $40 в зависимости от страны назначения. Кроме официального почтового оператора, в Монголии действуют следующие службы экспресс-доставки:
- EMS,
- DHL,
- TNT и др.[10][11][12]

## Монгол шуудан банк
В 1993 году был создан Почтовый банк Монголии (монг. Монгол шуудан банк, англ. Mongol Post Bank), однако ко второй половине 2000-х годов он имел большие задолженности перед государством по выплате налогов. В 2009 году было принято решение о слиянии этого финансово-кредитного учреждения со Сберегательным банком Монголии, которое было успешно завершено в 2010 году.

## Прочее
- Словосочетание «Монгол Шуудан»[16] послужило названием советской и российской рок-группе, основанной её лидером Валерием Скородедом в 1988 году. В одном из интервью такому выбору названия было дано следующее пояснение[17]:

Отвечал Валерий Скородед: «Всё было очень просто. Стояли на остановке, рядом — киоск „Союзпечать“, в нём марки, красивые такие, „Монгол Шуудан“, „Монгольская почта“ значит. Просто дело случая и никаких монгольских корней».
- Монгол Шуудан упоминается также в одной из песен Бориса Гребенщикова и группы «Аквариум»[18]:

Назолотили крестов, навтыкали, где ни попадя;
Да променяли на вино один, который был дан.
А поутру с похмелья пошли к реке по воду,
А там вместо воды — Монгол Шуудан.Волки и вороны («Русский альбом», 1992)